# Необанк
Необанк (також відомий як Інтернет-банк, віртуальний банк або цифровий банк) — це тип прямого банку, який працює виключно в Інтернеті без традиційних фізичних мереж філій.

## Історія
Термін необанк вперше став відомим у 2017 році для опису фінансових постачальників на базі fintech, які кидали виклик традиційним банкам. Існувало два основних типи компаній, які надавали послуги в цифровому вигляді: компанії, які подавали заявки на отримання власної банківської ліцензії, та компанії, які співпрацювали з традиційним банком для надання цих фінансових послуг. Станом на 24 грудня 2020 року у світі налічується 256 необанків, а ще ряд готується до запуску.

## Список необанків
| Назва                 | Регіон          | Вебсайт           |
| --------------------- | --------------- | ----------------- |
| Brubank               | Аргентина       | brubank.com       |
| Ualá                  | Аргентина       | uala.com.ar       |
| Wilobank              | Аргентина       | wilobank.com      |
| Banco del Sol         | Аргентина       | bancodelsol.com   |
| 86 400                | Австралія       | 86400.com.au      |
| Up Bank               | Австралія       | uala.com.ar       |
| Tyro Payments         | Австралія       | tyro.com          |
| Volt Bank             | Австралія       | voltbank.com.au   |
| Xinja                 | Австралія       | xinja.com.au      |
| AION                  | Бельгія         | aion.be           |
| Nubank                | Бразилія        | nubank.com.br     |
| Koho                  | Канада          | coho.ca           |
| Tangerine Bank        | Канада          | tangerine.ca      |
| Simplii Financial     | Канада          | simplii.com       |
| Wealthsimple          | Канада          | wealthsimple.com  |
| Manzil                | Канада          | manzil.ca         |
| Equitable Bank        | Канада          | equitablebank.ca  |
| WeBank                | КНР             | webank.com        |
| Telda                 | Єгипет          |                   |
| Qonto                 | Франція         | qonto.com         |
| N26                   | Німеччина       | n26.com           |
| Sony Bank             | Японія          | sonybank.net      |
| bunq                  | Нідерланди      | bunq.com          |
| knab                  | Нідерланди      | knab.nl           |
| Tinkoff               | Росія           | tinkoff.ru        |
| Tochka                | Росія           | tochka.com        |
| Qiwi                  | Росія           | qiwi.com          |
| YooMoney              | Росія           | yoomoney.ru       |
| K Bank                | Південна Корея  | kbanknow.com      |
| KakaoBank             | Південна Корея  | kakaobank.com     |
| Bnext                 | Іспанія         | bnext.es          |
| Credit Suisse X (CSX) | Швейцарія       | credit-suisse.com |
| Neon                  | Швейцарія       | neon-free.ch      |
| Yapeal                | Швейцарія       | yapeal.ch         |
| Zak — Bank Cler       | Швейцарія       | cler.ch/zak       |
| Банк Власний Рахунок  | Україна         | bvr.com.ua        |
| izibank               | Україна         | izibank.ua        |
| monobank              | Україна         | monobank.ua       |
| GlobusPlus            | Україна         | globusplus.ua     |
| neobank               | Україна         | neobank.one       |
| O.Bank                | Україна         | obank.com.ua      |
| sportbank             | Україна         | sportbank.com.ua  |
| todobank              | Україна         | todobank.ua       |
| Atom Bank             | Велика Британія | atombank.co.uk    |
| koto                  | Велика Британія | getkoto.com       |
| Monzo                 | Велика Британія | monzo.com         |
| Revolut               | Велика Британія | revolut.com       |
| Starling Bank         | Велика Британія | starlingbank.com  |
| Ally                  | США             | ally.com          |
| Axos Bank             | США             | axosbank.com      |
| Chime                 | США             | chime.com         |
| SoFi                  | США             | sofi.com          |
| Leobank (Unibank)     | Азербайджан     | leobank.az/       |
| Liobank               | В'єтнам         | liobank.vn/       |

## Необанки в Україні
Станом на 1 травня 2020, в Україні працює 4 віртуальних банки[уточнити], які обслуговують переважно фізичних осіб. Вони позиціонують себе як виключно «мобільні банки» — орієнтовані на обслуговування віддалено через мобільний додаток, сайт або контакт-центр, за відсутності відділень. У 2021 році планувався старт роботи віртуального банку Neobank, що став 5-м банком такого типу в Україні (проєкт банку Конкорд). З моменту 01 серпня 2023 банк знаходиться у стані ліквідації.